# 홀로색밝힘사망

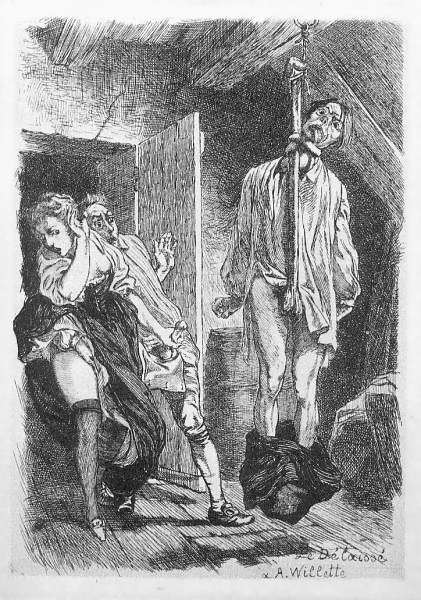
마르틴 판 마엘레가 그린 "홀로색밝힘사망의 예시"

홀로색밝힘사망 혹은 자기색정사 혹은 오나니사(autoerotic fatalities)는 성적 자기 쾌감을 하는 도중 사고사 하는 것으로, 보통 쾌락을 높이기 위해 사용하는 기구나 장비로 인해 사망하는 경우를 가리킨다. 서구권에서 이런 사고는 한 해에 100만 명 중 0.5명이 겪는 것으로 추산되었다.
홀로색밝힘사망의 주된 원인은 질식성애증으로, 70~80%가 목을 매거나, 10~30%는 비닐봉지나 방독면, 화학물질들을 이용한다. 그리고 5~10%는 감전사, 이물 삽입, 과도하게 옷을입거나 혹은 몸을 감싸는 행위 혹은 다른 변칙적인 경우들이 차지한다.

## 같이 보기
- 복상사

## 참고 문헌
내용
1. ↑  여기서의 오나니는 창세기의 오난에서 따온 것이다

각주
1. 1 2 3  Sauvageau, A. (2014). “Current Reports on Autoerotic Deaths—Five Persistent Myths”. 《Current Psychiatry Reports》 16 (1): 1–4. doi:10.1007/s11920-013-0430-z.
2. ↑  강, 신후 (2012년 10월 29일). “[탐사코드J] 자기색정사 사망자, 최후의 순간 보니..”. 《JTBC》. 2017년 11월 2일에 원본 문서에서 보존된 문서. 2017년 6월 10일에 확인함.

- An Objective Overview of Autoerotic Fatalities
- O'Halloran RL; Dietz PE (1993년 3월). “Autoerotic fatalities with power hydraulics”. 《J. Forensic Sci.》 38 (2): 359–364. PMID 8454997.
- Byard RW; Eitzen DA; James R (2000년 3월). “Unusual fatal mechanisms in nonasphyxial autoerotic death”. 《Am. J. Forensic Med. Pathol.》 21 (1): 65–68. doi:10.1097/00000433-200003000-00012. PMID 10739230.
- Klintschar M; Grabuschnigg P; Beham A (1998년 6월). “Death from electrocution during autoerotic practice: case report and review of the literature”. 《Am. J. Forensic Med. Pathol.》 19 (2): 190–193. doi:10.1097/00000433-199806000-00019. PMID 9662120.